# Jonas Lundh
Jonas Lundh, född 8 april 1965, uppvuxen i Stockholm, är en svensk musikkonstnär med abstrakt och filosofiskt bildspråk.  
Lundh är representerad i flera kommuner och landsting i Sverige.

## Konstnärskap

### Måleri
Några av Lundhs verk har jämförts med verk av den amerikanske målaren Edward Hopper, då han lyckats koncentrera ljuset och uttryckt något av samma ensamhet. Några av de element som Lundh använder i sitt måleri är musik, huskroppar, stadsmiljöer och figurer. Nuförtiden målar Jonas Lundh integ med pensel utan istället med kartongbitar, trasor, händer och annat. Just kartongbitar började han måla med en gång när han hade värk i handlederna och det kändes svårt att hålla i ett smalt penselskaft. Han fann att det oortodoxa verktyget gav ett speciellt uttryck, ett uttryck som han sedan dess har hållit fast vid och utvecklat vidare.

### Musik
Som en av Sydsveriges flitigast utställande målare sysslar Lundh främst med måleri, men även med installations- och videokonst. 
Lundh meets Lindgren är ett projekt som startade i augusti 2007, där Lundh tillsammans med gitarristen Tommy Lindgren "visualiserar toner, klanger och rytmer i ett samtal mellan två uttryckssätt". Lundh och Lindgren utgör tillsammans med Örjan Bertilsson och Alf Nilsson bandet State of Art, och har gjort framträdanden och performanceföreställningar bland annat på Kristianstads Jazzfestival och på Palladium Jazzfestival i Växjö. State of Art spelar en form av modern jazz med inslag av latin, soul och funk.
Under en tioårsperiod från mitten av 1980-talet och framåt försörjde sig Jonas Lundh som frilansmusiker med slagverk och trummor som specialitet. Tidigare har han spelat blockflöjt och violin.

## Utställningar
Lundh har vid ett flertal tillfällen ställt ut med underhållaren och mångsysslaren Janne "Loffe" Carlsson. I juni 2008 ställde han ut i dåvarande landshövding Ingegerd Wärnerssons konstsalong i residenset i Karlskrona. Mellan den 28 mars och den 24 maj 2009 hade han utställningen "Ytspår" i Kulturcentrum i Ronneby, och under sommarmånaderna ställde han ut i Galleri Flamingo i Falkenberg.

## Källhänvisningar och noter
1. 1 2  Sune Johannesson (26 februari 2010). ”Med ett vemod i botten”. kristianstadsbladet.se. Kristianstadsbladet. https://www.kristianstadsbladet.se/kultur/med-ett-vemod-i-botten/. Läst 10 juli 2010.
2. ↑  Sven Sandström (6 januari 2006). ”Han målar med rytm”. hd.se. Helsingborgs Dagblad. Arkiverad från originalet den 15 december 2008. https://web.archive.org/web/20081215034528/http://hd.se/orkelljunga/2006/01/06/han_maalar_med_rytm/. Läst 22 mars 2009.
3. 1 2 3 4 5  Ewe Olsson (15 april 2008). ”Musikaliska målningar utan facit”. corren.se. Corren. Arkiverad från originalet den 23 april 2008. https://web.archive.org/web/20080423031549/http://www.corren.se/archive/2008/4/14/jo9si6k0mt0n11o.xml. Läst 22 mars 2009.
4. ↑  Fredrik Eriksson (22 april 2006). ”Raka linjer utan självklarheter”. sydostran.se. Sydöstran. Arkiverad från originalet den 18 april 2013. https://archive.is/20130418171408/http://www.sydostran.se/index.49506--2-1.html. Läst 10 juli 2010.
5. 1 2  Jane Betts (28 mars 2009). ”Sölvesborgskonstnär tolkar musiken med färg”. blt.se. Blekinge Läns Tidning. Arkiverad från originalet den 9 maj 2009. https://web.archive.org/web/20090509144820/http://www.blt.se/noje_o_kultur/solvesborgskonstnar-tolkar-musiken-med-farg%281237546%29.gm. Läst 28 mars 2009.
6. 1 2 3  ”Info”. lundh-art.com. Officiell webbplats. Arkiverad från originalet den 13 juli 2011. https://web.archive.org/web/20110713110741/http://www.jlundh.com/page1.php. Läst 22 mars 2009.
7. ↑  Pontus Fredriksson (5 oktober 2006). ”Musikkonstnär ställer ut i konsthallen”. sydostran.se. Sydöstran. Arkiverad från originalet den 25 maj 2012. https://archive.is/20120525193806/http://www.sydostran.se/index.51993---1.html. Läst 22 mars 2009.
8. ↑  Johanna Forsberg (8 juni 2008). ”Musik och måleri på Karibakka”. blt.se. Blekinge Läns Tidning. Arkiverad från originalet den 18 april 2013. https://archive.is/20130418024304/http://www.blt.se/nyheter/solvesborg/musik-och-maleri-pa-karibakka(682590).gm. Läst 22 mars 2009.
9. ↑  ”Projekt”. lundh-art.com. Officiell webbplats. Arkiverad från originalet den 24 oktober 2008. https://web.archive.org/web/20081024004854/http://www.lundh-art.com/projekt. Läst 22 mars 2009.
10. ↑  Carole Tärnudd (3 juni 2008). ”En elvaårig dröm blir verklighet”. sydostran.se. Sydöstran. Arkiverad från originalet den 3 juni 2008. https://web.archive.org/web/20080603152612/http://www.sydostran.se/index.65712---1.html. Läst 22 mars 2009.
11. ↑  ”Målande musik...Lundh meets Lindgren”. jazz.kulturhusetpalladium.se. Kulturhuset Palladium. Arkiverad från originalet den 7 mars 2008. https://web.archive.org/web/20080307034101/http://jazz.kulturhusetpalladium.se/release.html. Läst 22 mars 2009.
12. ↑  Sune Johannesson (24 mars 2010). ”Årets jazzkonstnär är klar”. kristianstadsbladet.se. Kristianstadsbladet. Arkiverad från originalet den 18 april 2013. https://archive.is/20130418072651/http://www.kristianstadsbladet.se/article/20100324/KULTUR/703259925/1158. Läst 24 mars 2010.
13. ↑  ”Kristianstad Jazzfestival - State of Art”. jazzfestivalen.se. Kristianstad Jazzfestival. Arkiverad från originalet den 11 augusti 2010. https://web.archive.org/web/20100811154343/http://www.jazzfestivalen.se/stateofart.htm. Läst 9 juli 2009.
14. ↑  Roger Bing (7 oktober 2006). ”"Din fantasi är min verklighet"”. kristianstadsbladet.se. Kristianstadsbladet. https://www.kristianstadsbladet.se/bromolla/din-fantasi-ar-min-verklighet/?stopredirect. Läst 28 mars 2009.
15. ↑  Carole Ericson-Tärnudd (12 mars 2005). ”Konstvänner invaderar smedjan och kvarnen”. sydostran.se. Sydöstran. Arkiverad från originalet den 25 maj 2012. https://archive.is/20120525193806/http://www.sydostran.se/index.43131---1.html. Läst 22 mars 2009.
16. ↑  Margareta Andersson (27 juni 2008). ”En chans för alla gäster att möta Blekingekonst”. sydostran.se. Sydöstran. Arkiverad från originalet den 25 maj 2012. https://archive.is/20120525193806/http://www.sydostran.se/index.66301---1.html. Läst 22 mars 2009.